# Scambicornus lobulatus
Scambicornus lobulatus is een eenoogkreeftjessoort uit de familie van de Synapticolidae. De wetenschappelijke naam van de soort is voor het eerst geldig gepubliceerd in 1967 door Humes.